# Semper Fidelis (marcha)
Semper Fidelis es la marcha oficial del Cuerpo de Marines de los Estados Unidos. Fue escrito por John Philip Sousa en 1888. Las palabras Semper Fidelis significan «Siempre Fiel» en latín.
Sousa se convirtió en director de la Banda de Música del Cuerpo de Marines de los Estados Unidos en 1880. Su primer gran éxito de público fue Semper Fidelis.
A veces se piensa que esta marcha es el prototipo de las marchas estadounidenses. Hasta Semper Fidelis, las marchas estadounidenses habían tomado como modelo las europeas. Fue "la primera composición musical en recibir el reconocimiento oficial del Gobierno de los Estados Unidos". Semper Fidelis es la única marcha autorizada para un servicio por el Congreso. El USMC lo usa para el Pase en Revisión durante las Ceremonias de Cambio de Mando, así como para los Desfiles Públicos. Se tocó a lo largo de la ruta del desfile para la segunda investidura presidencial de Bill Clinton. La marcha tiene un formulario AaBbCcDd. Su metro es de 6/8. Otras marchas de Sousa son "The Stars and Stripes Forever" y "The Washington Post".